# Isokrates

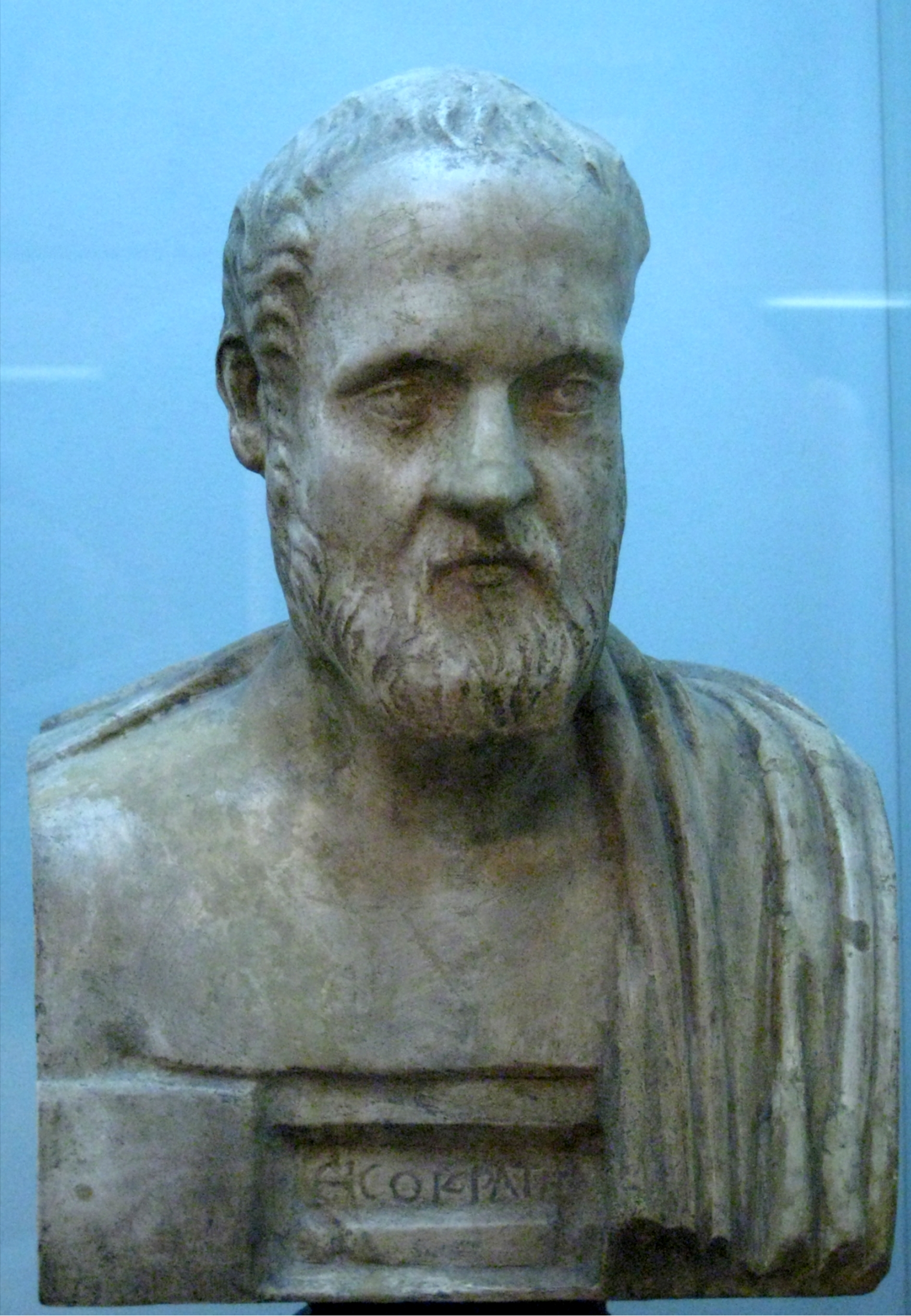
Büste des Isokrates

Isokrates (griechisch Ἰσοκράτης Isokrátēs; * 436 v. Chr. in Athen; † 338 v. Chr.) war ein antiker griechischer Rhetor. Er wurde zu den bekannten zehn attischen Rednern gezählt.
Isokrates eröffnete um 390 v. Chr. in Athen eine Schule für Redner. Später war er auch als politischer Publizist tätig. Seine Bedeutung liegt in der Entwicklung neuer literarischer Formen, in seiner Vorbildfunktion für die spätere Rhetorik und seinem damit verbundenen Einfluss auf das antike Bildungswesen sowie in seiner Auseinandersetzung mit Platon.

## Leben
Isokrates stammte aus einer wohlhabenden Athener Familie und war Sohn eines Theodoros. Er studierte bei dem Sophisten Gorgias in Thessalien, auf seiner Grabtafel soll dieses Lehrer-Schüler-Verhältnis dargestellt gewesen sein. Er war mit Platane, der Witwe des Sophisten Hippias, verheiratet. Im Peloponnesischen Krieg verlor er sein Vermögen. Daher war er fortan zu Erwerbstätigkeit gezwungen. Wegen seiner Schüchternheit und schwachen Stimme trat er nie selbst als Redner auf und konnte somit auch keine politische Karriere anstreben. Er begann als Logograph, also als Auftragsverfasser von Gerichtsreden, welche die Prozessbeteiligten jedoch selbst vorzutragen hatten. Nach der Eröffnung seiner Schule gab er die wenig angesehene Logographentätigkeit auf.
Isokrates bereitete seine Schüler auf die praktische Tätigkeit in der Athener Demokratie vor. Dazu ließ er sie Reden halten und gegenseitig kritisieren. Dabei waren mitunter ehemalige Schüler anwesend, die schon eine aktive Rolle in der Polis spielten, wie die dialogischen Teile der Rede an Philipp und des Panathenaikos zeigen.
Zwischen der Schule des Isokrates und der Akademie, der Schule Platons, bestand ein Rivalitätsverhältnis, das auch mit fundamentalen Meinungsverschiedenheiten der beiden Schulleiter zusammenhing. Platon lehnte das von Isokrates vertretene Rhetorik-Konzept radikal ab, Isokrates schätzte den praktischen Wert der in der Akademie getriebenen Studien niedrig ein. Eine vergleichbare Rivalität bestand zur Rednerschule seines ehemaligen Mitschülers Alkidamas. Während dieser auf das Halten spontaner Reden setzte, war Isokrates Befürworter eines genau ausgearbeiteten schriftlichen Stils. Wie penibel seine Arbeitsweise gewesen sein muss, lässt sich anhand eines spöttischen Kommentars des Historikers Timaios abschätzen, welcher behauptete, Alexander der Große habe für die Unterwerfung Asiens weniger Zeit gebraucht als Isokrates für die Abfassung seines Panegyrikos.
Nach 378 v. Chr. unterstützte Isokrates seinen ehemaligen Schüler Timotheos, der als Stratege eine führende Rolle in der Athener Politik spielte. Nach dessen Tod im Jahre 354 v. Chr. schlug Isokrates in seinen politischen Schriften eine neue Richtung ein. Weitere Schüler von Isokrates waren die Athener Politiker Lykurg und Androtion, der Redner Isaios und die Geschichtsschreiber Ephoros und Theopompos. Nach der Schlacht von Chaironeia im Jahr 338 v. Chr. und der Niederlage Athens gegen die makedonische Hegemonie schied Isokrates freiwillig aus dem Leben.

## Werke

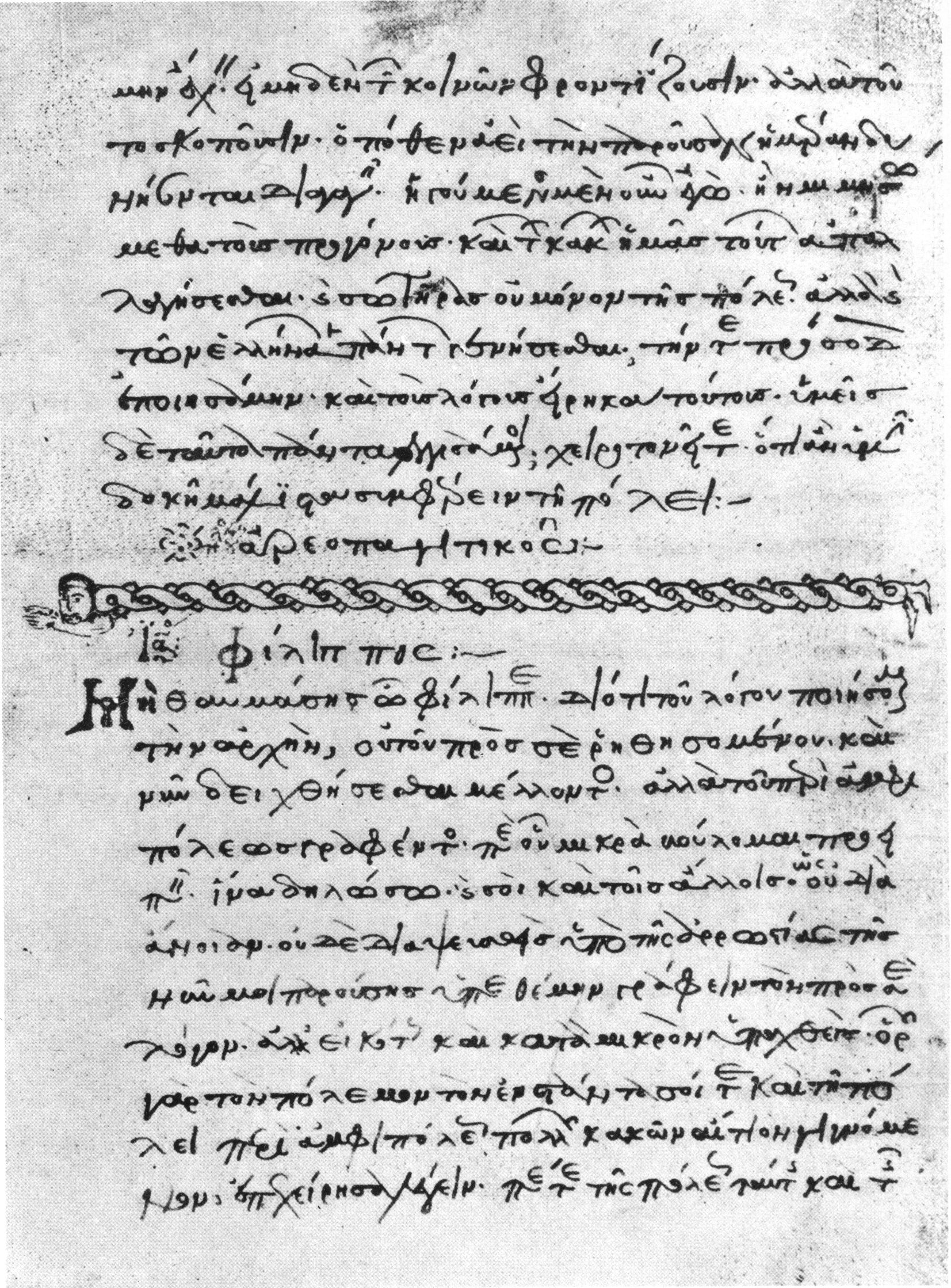
Isokrates, Areopagitikos (Ende) und An Philipp (Anfang) in der 1063 geschriebenen Handschrift Rom, Biblioteca Apostolica Vaticana, Vaticanus graecus 65, fol. 121v

Isokratous Apanta, 1570

Unter Isokrates Namen sind 21 Reden und 9 Briefe überliefert. Die Reden 16 bis 21 sind Gerichtsreden aus seiner Zeit als Logograph.
Die Reden Gegen die Sophisten (13.) und die Helenarede (10.) stammen aus der Zeit der Schulgründung und wenden sich gegen kynische Redelehrer und Schriftsteller wie Polykrates und Antisthenes.
Der Busiris (11.) richtet sich gegen an Sparta orientierte Vorstellungen eines musterhaften Staatswesens. Formal ist er eine Kritik der Verteidigung des Busiris des Rhetors Polykrates.
Im Panegyrikos (4.), der zu den Olympischen Spielen des Jahres 380 erschien, rief Isokrates zur Einigkeit aller Griechen und zum gemeinsamen Kampf gegen die Perser unter Führung Athens auf. Im Panegyrikos heißt es, dass es allen Griechen unter der Vorherrschaft Athens besser ging als gegenwärtig unter der spartanischen Hegemonie. Zugleich verspricht er, dass Athen seine Fehler aus der Zeit des Ersten Seebundes nicht wiederholt. Zwei Jahre später wurde der Zweite Attische Seebund gegründet.
Im Plataikos (14.) und der Rede des Archidamos (6.) wandte sich Isokrates gegen die Thebaner und warb für eine Annäherung an Sparta.
In den kyprischen Reden (Rede des Nikokles [2.], Rede des Nikokles an die Zyprioten [3.], und Euagoras [9.]) entwarf Isokrates das Bild eines idealen Herrschers. Zugleich enthält der Euagoras eine Verteidigung von Konon. Diese diente der Unterstützung von Konons Sohn Timotheos.
Nach Timotheos’ Tod rief Isokrates im Areopagitikos (7.) zu einer Rückkehr zur solonischen Verfassung auf. In der Rede über den Frieden (8.) warb er für einen Verzicht auf imperiale Ambitionen. Die Führung der Griechen im Kampf gegen die Perser trug er nun anderen Mächten an (An Philipp, [5.]).
In der Antidoseos-Rede (15.), oft als erste Autobiographie bezeichnet, legt Isokrates über sein Wirken Rechenschaft ab. 
Aristoteles gestaltete seine Mahnrede an Themison (Protreptikos) nach dem Vorbild der kyprischen Reden. Darauf antwortete vermutlich ein Schüler von Isokrates mit dem Demonikos (1.). Wegen seines allgemeinen Gehaltes wurde dieses Werk von den antiken Herausgebern an die erste Stelle gesetzt.
Sein letztes Werk, der Panathenaikos (12.), ist eine Bilanz der gescheiterten Athener Politik. Hier ist insbesondere der lange Dialog mit seinen Schülern am Schluss, der jeden Leser veranlasst, mit einer erneuten Lektüre neue Interpretationen zu finden, bemerkenswert.

## Philosophie
Eine Konstante in Isokrates’ politischer Lehre ist die vorrangige Position der Meinung gegenüber einer absoluten Wahrheit. Seine von ihm selbst als Philosophie bezeichnete Lehre erläutert er wie folgt:

„Ich glaube allerdings, dass Menschen besser und wertvoller werden können, als sie es von Natur aus sind, wenn sie im Reden Ehrgeiz entwickeln und danach streben würden, Überzeugungskraft bei ihren Zuhörern zu erreichen und außerdem ihren Vorteil wollten, und zwar nicht den, der von Unverständigen dafür gehalten wird, sondern den, der wirklich diese Bedeutung hat. Dass dies aber so ist, werde ich euch, denke ich, schnell aufzeigen können. Zunächst nämlich wird jemand, der es sich zur Aufgabe gemacht hat, Reden zu halten und zu schreiben, die Lob und Anerkennung verdienen, keine ungerechten, unbedeutenden oder privaten Rechtsstreitigkeiten betreffenden Gegenstand zu seinem Thema wählen […] Er wird außerdem unter allen Gegenständen, die sich auf sein Thema beziehen, die passendsten und nützlichsten aussuchen. Wer sich nun daran gewöhnt, sein Augenmerk darauf zu richten und dies zu untersuchen, wird nicht nur für die jeweils aktuelle Rede, sondern auch für all seine anderen Tätigkeiten die gleiche Fähigkeit erwerben. Somit wird sich bei allen wissbegierigen und in der Redekunst ehrgeizigen Menschen die Fähigkeit, gut zu reden und gut zu denken, gleichzeitig einstellen. Wer aber auf andere überzeugend wirken will, wird auch die Tugend nicht vernachlässigen, sondern wird besonders darauf achten, dass er bei seinen Mitbürgern einen möglichst guten Ruf genießt.“

## Fortleben
Isokrates galt neben Demosthenes als größter Vertreter der griechischen Rhetorik. Aristoteles schöpfte in der Rhetorik seine Beispiele oft aus Isokrates’ Werk.
Cicero schrieb: aus der Schule des Isokrates sind „wie aus dem trojanischen Pferd wahre Fürsten hervorgegangen.“ Im Attizismusstreit wehrte er sich jedoch gegen die Forderung, dass Isokrates’ Stil auch für die Gerichtsrede vorbildlich sei.
Die Wertschätzung, die Isokrates fand, galt fast immer dem überragenden Stilisten. Erst in der Neuzeit wurde ganz vereinzelt Isokrates auch darüber hinaus gewürdigt: Werner Jaeger nennt ihn den eigentlichen „Vater der humanistischen Bildung“. Heinrich Niehues-Pröbsting schreibt: „Das Studium bei Isokrates ist so organisiert, dass man meinen könnte, ein Bildungsfunktionär und Universitätsreformer unserer Tage hätte es konzipiert: Es ist ebenso praxisorientiert wie allgemein bildend, gebührenpflichtig und auf drei bis vier Jahre beschränkt; so lange dauern die Kurse, dann werden die Schüler nach Hause und ins Leben entlassen. Und es beweist seine Effizienz durch den Erfolg seiner Absolventen.“

## Ausgaben
- Vasilis G. Mandilaras (Hrsg.): Isocrates opera omnia. Drei Bände. München 2003 (kritische Ausgabe).
- Isokrates. Sämtliche Werke. Übersetzt von Christine Ley-Hutton, eingeleitet und erläutert von Kai Brodersen.  Hiersemann, Stuttgart 1993–1997. Band 1: Reden I–VIII, 1993, ISBN 3-7772-9307-5; Band 2: Reden IX–XXI, Briefe, Fragmente, 1997, ISBN 3-7772-9711-9.
- Isocratis oratio ad demonicum, cum interpretatione latina […] Dilingae, Formis Academicis. Ignatius Mayer (Drucker), Dillingen 1654 (griechischer und lateinischer Text parallel).